# Paraguay na Letních olympijských hrách 2004
Paraguay se účastnila Letní olympiády 2004. Zastupovalo ji 22 sportovců (20 mužů a 2 ženy) v 4 sportech.

## Medailisté
| Medaile | Jméno | Sport  | Soutěž      |
| ------- | --- | ------ | ----------- |
| Stříbro | Rodrigo Romero Emilio Martínez Julio Manzur Carlos Gamarra José Devaca Celso Esquivel Pablo Giménez Edgar Barreto Fredy Barreiro Diego Figueredo Aureliano Torres Pedro Benítez Julio César Enciso Julio González Ernesto Cristaldo Osvaldo Díaz José Cardozo Diego Barreto Trenér: Carlos Jara Saguier | Fotbal | turnaj mužů |